# 保罗·科克姆
保罗·布鲁斯·科克姆（英語：Paul Bruce Corkum，1943年10月30日—），加拿大物理学家。
在20世纪80年代，他开发了一种原子（即等离子生产）电离的模型，并在此基础上提出了一种新的方法制作X射线激光器（光场电离，OFI）。90年代，科克姆的碰撞电子模型为阿秒脉冲的产生提供了理论基础。2001年，科克姆与维也纳的合作者第一次成功地展示了持续时间少于1飞秒的激光脉冲。

## 生平
科克姆出生在新不伦瑞克省圣约翰。他从新斯科舍省阿卡迪亚大学取得理学士（1965）学位，从宾夕法尼亚的理海大学获理论物理硕士（1967）和博士（1972）学位。1997年至2009年任麦克马斯特大学助理教授。2008 年至今任渥太华大学教授。

## 荣誉
- 2003年：女王伊莉莎白二世禧年獎章[1]
- 2003年：亨利·馬歇爾·托瑞[1][2]
- 2005年：皇家學會院士
- 2005年：查爾斯·湯斯獎[1][2]
- 2007年：加拿大勋章
- 2013年：费萨尔国王国际奖[3]
- 2013年：哈維獎
- 2017年：皇家獎章[4]
- 2022年：沃爾夫物理學獎[5]